# Človek v visokem dvorcu
Človek v visokem dvorcu (v izvirniku angleško The Man in the High Castle) je alternativnozgodovinski roman ameriškega pisatelja Philipa Kindreda Dicka iz leta 1962. Zgodba pripoveduje o vsakdanjem življenju prebivalcev zahoda Združenih držav Amerike po izmišljeni zmagi sil osi v 2. svetovni vojni in posledični politični ter kulturni prevladi Japonskega imperija na zahodu ZDA. Dick je za roman leta 1963 prejel nagrado hugo, eno najpomembnejših nagrad v znanstveni fantastiki.
Poleg tega je bil Človek v visokem dvorcu preveden v številne jezike. V slovenščino ga je prevedel Boštjan Klajnščak, prevod je izšel leta 2002 pri Založniškem ateljeju Blodnjak. Leta 2015 je izšla še televizijska priredba v 10 epizodah, v produkciji Amazon Studios (podružnica podjetja Amazon.com).

## Zgodba

### Ozadje
Ključni preobrat za alternativni tok zgodovine, opisan v romanu, je Zangarov uspešen atentat na ameriškega predsednika Roosevelta leta 1933. Vlade njegovih naslednikov so šibke in se ne morejo uspešno spopasti z veliko gospodarsko krizo. Posledično je ameriško nevmešavanje v 2. svetovni vojni temeljitejše, zato se Združeno kraljestvo in Sovjetska zveza ne moreta upreti napadom sil osi v Evropi in na Tihem oceanu. Tretji rajh tako leta 1941 zavzame ZSSR in eliminira praktično vse slovansko prebivalstvo. Na drugi strani je ameriška flota uničena v uspešnem napadu na Pearl Harbor in v zgodnjih 1940. letih Japonski imperij že nadzoruje celotno Avstralijo ter Oceanijo. Na koncu obe velesili napadeta ter zavzameta vsaka svojo obalo ZDA in leta 1948 se zavezniki predajo silam osi. Od ZDA ostane le  nevtralna cona v Skalnem gorovju, preostanek sveta pa predstavljajo ozemlja pod neposrednim nadzorom katere od velesil in marionetne države. Po porazu skupnega sovražnika se Tretji rajh in Japonski imperij zapleteta v hladno vojno.
Hitlerja kmalu po vojni onesposobi sifilis, zato ga na mestu firerja nasledi Martin Bormann, ki ustvari kolonialni imperij da bi Nemcem zagotovil Lebensraum. V ta namen Nemci med drugim izsušijo Sredozemsko morje in ozemlje spremenijo v obdelovalne površine ter pošljejo vesoljske ladje da bi kolonizirali Mars. Roman se prične ob Bormannovi smrti, ki sproži boj med Goebbelsom, Heydrichom in Göringom za prevlado na čelu Tretjega rajha.

### Dogajanje
Zgodba je opisana s stališča več likov, ki jim je skupno to, da berejo v Rajhu prepovedan alternativnozgodovinski roman avtorja Hawthornea Abendsena, v katerem je tok zgodovine podoben resničnemu. Frank Frink je rokodelec iz San Francisca, ki izdeluje ponaredke artefaktov ameriške kulture zgodnjega 20. stoletja, nad katerimi so Japonci navdušeni. Po sporu z nadrejenim izgubi službo, zato odpre lastno podjetje in se odloči, da bo izdeloval unikaten nakit. Pred tem anonimno posvari Roberta Childana, lastnika trgovine, ki prodaja artefakte Japoncem, da gre za ponaredke. Ko kasneje Childanu ponudi svoje stvaritve, je ta skeptičen, a mu obljubi, da bo poskušal prodati nekaj kosov. Kmalu ga obišče Nobusuke Tagomi, japonski trgovski poverjenik v San Franciscu, ki išče darilo za pomembnega gosta. Poleg »avtentične starine« mu Childan podari še enega od kosov Frinkove izdelave, broško abstraktne oblike. Ta kos nakita zaradi svoje nedoločene oblike vznemiri Tagomija. Kot zavzet budist, ki išče vpogled v »resnično naravo stvari«, ne more razvozlati bistva tega predmeta.
Pomembni gost je g. Baynes, premožni švedski industrialist, v resnici pa Rudolf Wegener, poveljnik protiobveščevalnih sil v mornarici Tretjega rajha. Preko Tagomija naj bi se srečal z g. Yatabejem, generalom japonskega vrhovnega poveljstva in ga posvaril o nemških načrtih – t. i. operaciji regrat (Operation Dandelion), jedrskem napadu na Japonsko otočje, ki ga načrtuje Goebbelsova struja v vladajoči stranki. Preseneti ga Tagomijevo darilo, izvirna ročna ura z motivom Miki Miške. Medtem pade Frink v težave, saj ugotovijo, da je on Childanu govoril o neavtentičnosti predmetov svojega nekdanjega šefa. Hkrati se razkrije, da je v resnici Jud (njegov pravi priimek je Fink), zato je aretiran in določen za deportacijo v Nemčijo. Kmalu obkolijo Tagomijevo pisarno nemški agenti, ki so bili na sledi Wegenerju. Da bi ublažil svoj nemir, stopi Tagomi v akcijo in z »avtentično« pištolo, ki jo je prav tako kupil od Childana, postreli napadalce. Wegener in Yatabe uideta, Tagomi pa se maščuje Nemcem s tem, da ukaže Frinkovo izpustitev; kljub tesni prepletenosti njunih zgodb pa se moža nikoli ne srečata, niti Tagomi ne ve, da je Frink izdelal broško. Nato zaradi pretresenosti ob tem da je ubil človeka (ponovno zaradi svojega prepričanja) doživi srčni napad.
Vzporedno s tem se odvija zgodba Juliane, nekdanje Frinkove žene, ki dela kot inštruktorica juda. Nekega dne spozna voznika tovornjaka Joeja, ki pravi, da je italijanski vojni veteran. Želi si spoznati Hawthornea Abendsena, avtorja alternativnozgodovinskega romana, da bi izvedel, ali gre samo za fikcijo ali kaj več. Z Juliano se zapleteta v razmerje in skupaj odpotujeta proti Hawthorneovemu domovanju. Vendar Juliana na poti ugotovi, da je Joe v resnici Švicar, plačani morilec, ki naj bi pisatelja ubil. V sporu ga smrtno rani z britvico, s katero si je malo pred tem sama nameravala vzeti življenje. Na koncu uspe priti do Hawthornea in ga posvariti da ga iščejo morilci. Ta ji pojasni ozadje svojega romana in ji razloži, da se ne namerava več skrivati.

## Motivi
Najopaznejši literarni prijem je I Čing (Knjiga premen), vedeževalski nabor 64 geometrijskih vzorcev iz kitajske filozofije, ki opisujejo stanja in razvoj sveta. Več glavnih likov uporablja I Čing in se ravna po njegovih odgovorih. Drug motiv je v Dickovih delih pogost in sicer zabrisana ločnica med resničnostjo in njeno potvorbo oz. iluzijo. Že v začetku se Robert Childan sooča z negotovostjo o avtentičnosti predmetov v njegovi trgovini. Poleg tega se več glavnih likov predstavlja z izmišljenimi identitetami. Predmeta, ki povezujeta resnično in neresnično, sta broška F(r)inkove izdelave in I Čing. Ko Tagomi meditira osredotočen na broško, se mu v mislih prikaže San Francisco, ki ni pod japonsko oblastjo. Na koncu I Čing nakaže Juliani, da je njihov svet iluzija.
Konec Človeka v visokem dvorcu je odprt in daje vtis nedokončanosti. Dick sam je povedal, da je nameraval napisati nadaljevanje, a ga je raziskovanje materiala za roman preveč vznemirilo in se ni mogel več pripraviti do tega da bi bral o nacistih. Kasneje je napisal več zgodb, ki naj bi predstavljale osnovo za nadaljevanje, a ga za časa svojega življenja ni končal.